# Premi Robert 1992
La 9ª edizione dei Premi Robert si è svolta a Copenaghen nel 1992.

## Vincitori
- Miglior film: Europa, regia di Lars von Trier
- Miglior attore protagonista: Ole Lemmeke - De nøgne træer
- Miglior attrice protagonista: Ghita Nørby - Freud flyttar hemifrån...
- Miglior attore non protagonista: Nikolaj Lie Kaas - I ragazzi di San Pietro (Drengene fra Sankt Petri)
- Miglior attrice non protagonista: Jessica Zandén - Freud flyttar hemifrån...
- Miglior sceneggiatura: Marianne Goldman - Freud flyttar hemifrån...
- Miglior fotografia: Henning Bendtsen - Europa
- Miglior montaggio: Hervé Schneid - Europa
- Miglior scenografia: Henning Bahs - Europa
- Migliori costumi: Manon Rasmussen - I ragazzi di San Pietro (Drengene fra Sankt Petri)
- Miglior musica: Joachim Holbek - Europa
- Miglior sonoro: Per Streit - Europa
- Miglior trucco: Dennis Knudsen - I ragazzi di San Pietro (Drengene fra Sankt Petri)
- Migliori effetti speciali: Hummer Høimark, Morten Jacobsen e Kaj Grönberg - Europa
- Miglior film straniero: Balla coi lupi (Dances with Wolves), regia di Kevin Costner